# Schiedeella violacea
Schiedeella violacea är en orkidéart som först beskrevs av Achille Richard och Henri Guillaume Galeotti, och fick sitt nu gällande namn av Leslie Andrew Garay. Schiedeella violacea ingår i släktet Schiedeella och familjen orkidéer. Inga underarter finns listade i Catalogue of Life.